# Helicopsyche ptychopteryx
Helicopsyche ptychopteryx är en nattsländeart som först beskrevs av Brauer 1865.  Helicopsyche ptychopteryx ingår i släktet Helicopsyche och familjen Helicopsychidae. Inga underarter finns listade i Catalogue of Life.